# Medicinska geografija
Medicinska geografija, znanost o zdravstvenim prilikama u pojedinim geografskim područjima. Proučava geografsku rasprostranjenost pojedinih bolesti. Rasprostranjenost bolesti ovisi o klimatskim, terenskim i socijalnim čimbenicima (neke bolesti haraju u polarnim predjelima, druge u umjerenom i tropskom pojasu). Posebna grana medicine, tzv. tropska medicina, proučava i suzbija karakteristične bolesti, uglavnom parazitarne i bakterijalne, koje su tipične za tropske krajeve. Bolesti koje stalno haraju na nekom ograničenom području zovu se endemije. Iz endemija mogu se razviti epidemije, npr. kolera, koja je endemijska u Indiji, može se kao epidemija proširiti na ostala područja. Stoga je poznavanje medicinske geografije osnovica za međunarodnu kontrolu epidemijskih bolesti. Već su se stari grčki liječnici (npr. Hipokrat) bavili medicinsko-geografskim pitanjima, no stvarno su medicinsku geografiju utemeljili L. L. Finke, A. Hirsch, J. Billings, F. G. Clemow i M. Askanazy tek u drugoj polovici 19. i u 20. stoljeću.
L. L. Finke, jedan je od utemeljitelja medicinske geografije, (1747. – 1837.,Westkappelnn, Njemačka, liječnik). Radi posla je obilazio gradove i sela, ispitivao kvalitetu voda, kao i mineralne vode, te higijenske uvjete stanovništva. Prvi je iznio stav da medicinska geografija treba obuhvatiti cijelu ekumenu. Proučavajući brojna djela uočio je potrebu za istraživanje uzroka bolesti u pojedinim područjima, te se nadao da će geogrfaija moći ponuditi objašnjenja uzroka i posljedica i na taj način pomoći razumijevanju bolesti i traženju rješenja. Godine 1789. objavljuje svoj rad u kojem prvi puta predlaže studij medicinske geogrfije svijeta. Godine 1792. napisao je sveobuhvatno djelo u kojem koristi geografski pristup, dijeli globus po dužini i objašnjava svako područje metodologijom geografije, što znači reljef, klima, tlo, vegetacija, te način života stanovništva. Nakon klasičnog geografskog uvoda Finke kombinira geografska i medicinska promatranja usmjeravajući svoja saznanja liječnicima što mu je bio i glavni cilj.Sadržaj je razvijao od lokalnog i regionalnog do globalnog i iako je pisao za liječnike predstavio je svoj rad u geografskim okvirima.Nadovezujući se na Hipokrata oživljuje razmišljanje o odnosu između mjesta i bolesti, te je njegova medicinska geografija iz 18. stoljeća postala temelj za razvoj medicinske geografije i danas.